# Pierre Delanoë
Pour les articles homonymes, voir Delanoë et Leroyer.
Pierre Leroyer, dit Pierre Delanoë, né le 16 décembre 1918 dans le 10e arrondissement de Paris et mort le 27 décembre 2006  à Poissy, est un parolier français.
Pierre Delanoë a écrit plus de 5 000 chansons et poèmes. Il a écrit pour des interprètes aussi différents que Gilbert Bécaud (Nathalie, Et maintenant, Je reviens te chercher), Gérard Lenorman (La Ballade des gens heureux), Dalida (Laissez-moi danser, Salma Ya Salama, Ciao amore, ciao, Comme disait Mistinguett), Michel Sardou (Les Villes de solitude, Le France, Les Lacs du Connemara), Joe Dassin (L'Été indien, Les Champs-Élysées), Michel Fugain (Je n'aurai pas le temps, Fais comme l'oiseau, Une belle histoire), Sylvie Vartan (La Maritza, Qu'est-ce qui fait pleurer les blondes ?), Hugues Aufray (Stewball) ou Nana Mouskouri (L'Amour en héritage).
Il a été le directeur des programmes de la station radio Europe 1 à sa création en 1955, et le président de la Société des auteurs, compositeurs et éditeurs de musique (SACEM) à trois reprises.

## Biographie

### Jeunesse et débuts
Pierre Charles Marcel Napoléon Leroyer naît le 16 décembre 1918 dans le 10e arrondissement de Paris.
Il suit une scolarité à l'école des Oratoriens et étudie d'abord le droit. Il entre dans l'administration fiscale et devient agent surnuméraire de la régie de l'Enregistrement, des Domaines et du Timbre,.
Après guerre, il retrouve son beau-frère Gérald Biesel - dit Frank Gérald -, qui compose des musiques. Il s'amuse alors à mettre des paroles sur ces mélodies et il leur vient l'idée de monter un numéro de duettistes, Pierre au chant et Frank Gérald au piano. En 1948, Y'a un pli au tapis du salon est le titre de leur première chanson, à laquelle s'ajouteront d'autres titres comme Rondo pour un électron.
En 1950, Jean Nohain le présente à la chanteuse fantaisiste Marie Bizet (disparue en 1998), qui enregistre la chanson Je cherche un mari, suivie en 1952 de Quand vous reviendrez chez moi. Chez Marie Bizet, Pierre Delanoë fait la connaissance d'un certain François Silly, qui va devenir Gilbert Bécaud. Ensemble, ils créent Mes mains en 1953 que Lucienne Boyer met aussitôt à son répertoire lors d'un spectacle à l'Alhambra. Pierre Leroyer entame alors une carrière de parolier sous le pseudonyme de Pierre Delanoë, en prenant le nom de sa grand-mère.

### Directeur des programmes à Europeno1
En 1955, Pierre Delanoë donne sa démission pour devenir directeur des programmes de la station de radio périphérique Europe no 1, poste qu'il occupera jusqu'en 1960. La chanson Salut les copains enregistrée en 1958 par Gilbert Bécaud deviendra l'éponyme de l'émission radio puis du magazine, deux symboles de la période « Yéyé ».

### Les années de création musicale
En 1958, la France remporte pour la première fois le concours Eurovision de la chanson grâce à la chanson Dors mon amour interprétée par André Claveau et écrite par Pierre Delanoë.
En 1962, après cinq années de labeur en collaboration avec Gilbert Bécaud, Louis Amade et Jacques Emmanuel (qui signe le livret), L'Opéra d'Aran obtient un beau succès malgré le scepticisme des observateurs. Delanoë traduit et adapte les chansons de Bob Dylan (chanteur américain) pour Hugues Aufray (dans l’album Aufray chante Dylan sorti en 1965).
En 1962, Pierre Delanoë achète une maison à Deauville, dans laquelle il vient régulièrement passer ses vacances et de nombreux week-ends. Il y reçoit Gilbert Bécaud, qui lui a fait découvrir la station balnéaire normande, Michel Fugain, Lucien Morisse...
En 1963, il adapte la chanson Johnny remember me, de John Leyton pour Les Chats Sauvages avec Mike Shannon, publiée dans leur troisième album 33 T 25 cm en mars.
En 1967, Michel Fugain, qui a débuté quelques années auparavant, enregistre Tu peux compter sur moi, mais surtout Je n’aurai pas le temps qui sera un énorme succès.
Avec Le Bal des Laze écrite pour Michel Polnareff, Pierre Delanoë montre en 1968 sa capacité à se fondre dans l'univers musical d'un artiste et à servir son registre vocal. Cette même année, il signe trois chansons pour Joe Dassin, Le Petit Pain au chocolat, Les Champs-Élysées, Le Chemin de papa.
L'auteur adapte en français des comédies musicales comme Godspell en 1971, une œuvre originale de Stephen Schwartz comprenant Daniel Auteuil et Dave dans la distribution française, et Jesus Christ Superstar, créée par Andrew Lloyd Webber, et présentée au Théâtre national de Chaillot en 1972. Auteur mais aussi adaptateur, Pierre Delanoë réécrit Africa de Toto Cutugno (chanteur italien) pour créer L'été indien en 1975. Initialement parue en 1975 en face B du 45 tours Le Funambule, La Ballade des gens heureux est devenue la chanson la plus célèbre de Gérard Lenorman, suivie du Gentil dauphin triste (1976), Voici les clés (1976), L’Enfant des cathédrales (1977) et Si j'étais président (1980).
Il est l'auteur de la chanson du générique de fin du film Le Tueur.
Pierre Delanoë assume les fonctions de Président de la Société des auteurs, compositeurs et éditeurs de musique (SACEM) de 1984 à 1986, de 1988 à 1990, puis une troisième fois de 1992 à 1994. Désormais Président d'Honneur de la SACEM, il se voit décerner le Grand prix des poètes en 1997 par l'institution.
Il a signé les textes de plus de 5 000 chansons, tenant compte de la voix et de la tessiture de ses interprètes.
Outre Bécaud pour lequel il crée notamment Mes mains, Le Jour où la pluie viendra, Nathalie (chantée par G. Bécaud à la Place rouge à Moscou pendant la Guerre froide), Je t'appartiens, Et maintenant, L'Orange ou La Solitude, il écrit également pour Édith Piaf (Les Grognards), Juliette Gréco (De Pantin à Pékin, C'était Paris en 1970), Tino Rossi (Deux amants), Hugues Aufray (Le Rossignol anglais, L'Épervier, Les Crayons de couleur, Stewball), Michel Fugain (Je n'aurai pas le temps, Jusqu’à demain peut-être, Une Belle histoire), France Gall (Ne sois pas si bête, Dady da da), Nicoletta (Il est mort le soleil), Nana Mouskouri (Que c'est bon la vie, Adieu Angelina), Michel Polnareff (Le Bal des Laze), Gérard Lenorman (Quelque chose et moi, La Ballade des gens heureux, Si j'étais président), Joe Dassin (L'Été indien, Les Champs-Élysées, Et si tu n'existais pas, Le Chemin de papa, À toi), Nicole Rieu (Et bonjour à toi l'artiste, En courant), Nicole Croisille (Un deuxième amour), Johnny Hallyday (Le Petit Clown de ton cœur, Derrière l'amour, Un homme comme les autres, Cet homme que voilà), Charles Aznavour, Mireille Mathieu (Qu'elle est belle, La Demoiselle d'Orléans, De Gaulle…), Serge Reggiani, Dalida (Jésus bambino, Laissez-moi danser, Salma Ya Salama, Fini la comédie, Comme disait Mistinguett), Rika Zarai (Un mur à Jérusalem, Les jolies cartes postales), et également pour Claude François (Chante, pleure, Les Petites Souris, C'est de l'eau, c'est du vent, Le Musée de ma vie, Les Ballons et les Billes, Des pleurs sur l'oreiller, Moi je suis Français, Fred, La Pipe en bois, Nicolas François Dupont, Danse ma vie et Ève).
Une de ses collaborations les plus fructueuses est celle avec Michel Sardou, avec lequel il coécrit un grand nombre de tubes : Les Villes de solitude, Les Vieux Mariés, Le France, J'accuse, La Java de Broadway, En chantant, Les Lacs du Connemara, Être une femme, Il était là (Le Fauteuil), Vladimir Ilitch, Les Deux Écoles, etc.
En 1998, il écrit aussi pour Annie Cordy Les Enfants de la terre sur une musique de Didier Van Damme.
Le 15 décembre 2018, Émily Bécaud, fille de Gilbert Bécaud, et Julien Dassin, fils de Joe Dassin, donnent au casino de Deauville un concert en hommage à Pierre Delanoë au cours duquel ils reprennent une quarantaine de ses chansons.

### Fin de vie
Pierre Delanoë meurt le 27 décembre 2006 à l'âge de 88 ans d'une crise cardiaque à Poissy. Il repose au cimetière de Fourqueux, aujourd'hui commune déléguée de Saint-Germain-en-Laye (Yvelines).

## Œuvre écrite
- Pierre Delanoë, La Vie en chantant, Paris, Julliard, 1980, 230 p. (ISBN 2-260-00189-0, LCCN 80107268)
- Pierre Delanoë, Le Surnuméraire : roman, Paris, Julliard, 1981 (ISBN 2-260-00277-3, LCCN 82146852)
- Pierre Delanoë, Le Dix-neuvième Trou : roman, Paris, R. Laffont, 1984 (ISBN 2-221-04440-1)
- Philippe Tellier, Pierre Delanoë et A. J. Lafaurie, Golfantasmes, Paris, Albin Michel, 1986, 122 p. (ISBN 2-226-02680-0, LCCN 87155555)
- Pierre Delanoë, La Retraite aux flambeaux : roman, Paris, R. Laffont, 1986, 245 p. (ISBN 2-221-04914-4, LCCN 86165259)
- Pierre Laforêt et Pierre Delanoë, Pierre Delanoë, Paris, Seghers, coll. « Poésie et chansons », 1986 (ISBN 2-232-10019-7 et 978-2232100192, LCCN 86184392)
- Pierre Delanoë, Et à part ça qu'est-ce que vous faites ?, éditions Michel Lafon, 1987  (ISBN 9782868044396)
- Pierre Delanoë, Comment écrire une chanson, éditions Paul Beuscher, 1987 (BNF 34958345)
- Pierre Delanoë et Jean-Marc Natel (avant-propos), Paroles à lire ou poèmes à chanter, Paris, Le Cherche midi, 1990, 127 p. (ISBN 2-86274-184-1 et 978-2862741840)
- Pierre Delanoë, La Chanson en colère : entretiens avec Alain-Gilles Minella, Paris, Mame, 1993 (ISBN 2-7289-0589-4)
- Pierre Delanoë (ill. Barberousse), La Comptine à Titine, Chevron, Hemma, 1999 (ISBN 2-8006-6558-0)
- Pierre Delanoë (ill. Barberousse), Les Comptines d'Églantine, Chevron (Belgique) Pantin, Éd. Hemma, 1995 (ISBN 2-8006-4437-0)
- Pierre Delanoë, préface de Jean-Marc Natel, voix de Charles Aznavour à Jean-Claude Brialy en passant par Renaud, Anthologie de la poésie française de Charles d'Orléans à Charles Trenet, éditions du Layeur, 1997  (ISBN 2-911468-10-4)
- Pierre Delanoë et Alain Poulanges (préf. Gilbert Bécaud), La Vie en rose, Paris, Editions Plume, 1997 (ISBN 2-84110-065-0, LCCN 98105318, présentation en ligne)
- Pierre Delanoë, illustrations de Barberousse, musique Gérard Calvi, interprètes Jacques Haurogné, Juliette, Fabienne Guyon, Pierre Delanoë, Xavier Lacouture et Catherine Estourelle, La Comptine à Titine, éditions Hemma Éditions, 1998  (ISBN 2800665580)
- Pierre Delanoë (préf. Michel Tournier de l'Académie Goncourt), Des paroles qui chantent, Saint-Cyr-sur-Loire, France, C. Pirot, 1999, 207 p. (ISBN 2-86808-131-2)
- Pierre Delanoë (préf. Gilbert Bécaud), Le témoin était aveugle : roman policier, suivi de trois nouvelles policières, Aix-en-Provence, Les Vents contraires, 2000, 213 p. (ISBN 2-910953-15-7, LCCN 2001438929)
- Pierre Delanoë, Brigitte Lahaie (narration) et Guy Boyer (musique) (préf. Jean-Marc Natel), La Poésie dans le boudoir : poésies érotiques. Textes lus par Brigitte Lahaie, Paris, Layeur, 2000, 63 p. (ISBN 2-911468-39-2)
- Caute. Spinoza et les droits de l'homme., Mélis éditions, 2001.
- Pierre Delanoë, D'humeur et d'humour : poésie. Textes inédits et deux hommages à Gilbert Bécaud, Nice, Mélis, 2002 (ISBN 2-914333-27-7)
- Pierre Delanoë, Tous des putes : roman, Colomars, Mélis éd, 2002, 247 p. (ISBN 2-914333-36-6)
- Jean Beaulne et Pierre Delanoë, Pierre Delanoë : Et maintenant, Grainville, City, 2004, 318 p. (ISBN 2-915320-12-8)

## Citations
« L'homme a sûrement chanté avant de parler. »

— Entretiens avec Pierre Delanoë, La chanson en colère.

« La chanson est une expression naturelle, parfaite. »

— Entretiens avec Pierre Delanoë, La chanson en colère.

« Une chanson, c’est une vision du monde et le monde n’est pas statique. Ma poésie consiste à transformer cette réalité. »

— La vie en chantant.
Pierre Delanoë, président d'honneur de la SACEM, n'aimait pas le rap et ceux qui le produisent. Il a ainsi déclaré à 88 ans, quelques mois avant sa mort dans une émission de radio:

« Pour moi c'est pas de la musique, c'est des vociférations, des éructations (…) J'admets que le rap soit une forme d'expression pour des gens primitifs qui ne sont pas capables de faire de la musique, qui ne savent pas ce qu'est la musique (…) »